# 小説BOC
小説BOC（しょうせつボック）は、中央公論新社が発行する季刊文芸誌。
2016年4月20日、創業130周年を記念して創刊された。判型は、A5判。『海』（1969年 - 1984年）と『小説中公』（1993年 - 1995年）の2誌以降、中央公論新社には小説誌がなかったため、創業130年を記念して小説誌を立ち上げよう、という話が出ており、また、伊坂幸太郎と編集者の間で「何か面白いことができないだろうか」「複数の作家で年表を物語で埋めていくのはどうだろうか」といった話が出ていたことが、創刊につながったという。
誌名の「BOC」は、創業130周年の「130」を縮めた「BO」に、「CHUKO」（中央公論新社）の頭文字「C」をつけたものとされる。また、古語英語bocから「本」という意味もあり、Beginning of Circle（連環の始まり）の頭文字でもある。カバーイラストは、杜昆による。複数の作家が同じ世界観の中で長編競作を行う、大型競作企画「螺旋」プロジェクトが第1号からスタートしている。
2018年7月19日刊行の第10号をもって終刊。同年10月25日、「つながる文芸webサイト「BOC」」をオープン。